# Општина Сиудад Истепек (Оахака)
Сиудад Истепек (шп. Ciudad Ixtepec) општина је у Мексику у савезној држави Оахака. Општина се налази на надморској висини од 61 м.

## Становништво
Према подацима из 2010. у општини је живело 26450 становника.

### Хронологија
| Година       | 2000                  | 2005                  | 2010                  |
| ------------ | --------------------- | --------------------- | --------------------- |
| Становништво | 22675 (10872 / 11803) | 24181 (11423 / 12758) | 26450 (12677 / 13773) |

### Попис
| \| \| м \| \| \| ж \| \| 0—2 \| 599 \| \| \| 611 \| \| 3—5 \| 659 \| \| \| 639 \| \| 6—11 \| 1.488 \| \| \| 1.324 \| \| 12—14 \| 731 \| \| \| 698 \| \| 15—17 \| 714 \| \| \| 765 \| \| 18—24 \| 1.410 \| \| \| 1.575 \| \| 60+ \| 1.575 \| \| \| 1.736 \| \| Просек : \| 30,9 \| \| \| 32,2 \| |       |  |  |       |
| |       |  |  |       |
| | м     |  |  | ж     |
| 0—2 | 599   |  |  | 611   |
| 3—5 | 659   |  |  | 639   |
| 6—11 | 1.488 |  |  | 1.324 |
| 12—14 | 731   |  |  | 698   |
| 15—17 | 714   |  |  | 765   |
| 18—24 | 1.410 |  |  | 1.575 |
| 60+ | 1.575 |  |  | 1.736 |
| Просек : | 30,9  |  |  | 32,2  |

| #   | Индикатор                                                                                        | Вредност |
| --- | ------------------------------------------------------------------------------------------------ | -------- |
| 1   | Становништво од 0 до 2 године                                                                    | 1210     |
| 2   | Мушко становништво од 0 до 2 године                                                              | 599      |
| 3   | Женско становништво од 0 до 2 године                                                             | 611      |
| 4   | Становништво са 3 и више година                                                                  | 24427    |
| 5   | Мушко становништво са 3 и више година                                                            | 11671    |
| 6   | Женско становништво са 3 и више година                                                           | 12756    |
| 7   | Становништво са 5 и више година                                                                  | 23533    |
| 8   | Мушко становништво са 5 и више година                                                            | 11214    |
| 9   | Женско становништво са 5 и више година                                                           | 12319    |
| 10  | Становништво са 12 и више година                                                                 | 20317    |
| 11  | Мушко становништво са 12 и више година                                                           | 9524     |
| 12  | Женско становништво са 12 и више година                                                          | 10793    |
| 13  | Становништво са 15 и више година                                                                 | 18888    |
| 14  | Мушко становништво са 15 и више година                                                           | 8793     |
| 15  | Женско становништво са 15 и више година                                                          | 10095    |
| 16  | Становништво са 18 и више година                                                                 | 17409    |
| 17  | Мушко становништво са 18 и више година                                                           | 8079     |
| 18  | Женско становништво са 18 и више година                                                          | 9330     |
| 19  | Становништво од 3 до 5 година                                                                    | 1298     |
| 20  | Мушко становништво од 3 до 5 година                                                              | 659      |
| 21  | Женско становништво од 3 до 5 година                                                             | 639      |
| 22  | Становништво од 6 до 11 година                                                                   | 2812     |
| 23  | Мушко становништво од 6 до 11 година                                                             | 1488     |
| 24  | Женско становништво од 6 до 11 година                                                            | 1324     |
| 25  | Становништво од 8 до 14 година                                                                   | 3316     |
| 26  | Мушко становништво од 8 до 14 година                                                             | 1723     |
| 27  | Женско становништво од 8 до 14 година                                                            | 1593     |
| 28  | Становништво од 12 до 14 година                                                                  | 1429     |
| 29  | Мушко становништво од 12 до 14 година                                                            | 731      |
| 30  | Женско становништво од 12 до 14 година                                                           | 698      |
| 31  | Становништво од 15 до 17 година                                                                  | 1479     |
| 32  | Мушко становништво од 15 до 17 година                                                            | 714      |
| 33  | Женско становништво од 15 до 17 година                                                           | 765      |
| 34  | Становништво од 18 до 24 године                                                                  | 2985     |
| 35  | Мушко становништво од 18 до 24 године                                                            | 1410     |
| 36  | Женско становништво од 18 до 24 године                                                           | 1575     |
| 37  | Женско становништво од 15 до 49 година                                                           | 7066     |
| 38  | Становништво са 60 и више година                                                                 | 3311     |
| 39  | Мушко становништво са 60 и више година                                                           | 1575     |
| 40  | Женско становништво са 60 и више година                                                          | 1736     |
| 41  | Однос између мушкараца и жена                                                                    | 92.04    |
| 42  | Становништво од нуле до 14 година                                                                | 6749     |
| 43  | Становништво од 15 до 64 године                                                                  | 16507    |
| 44  | Становништво од 65 година и више                                                                 | 2381     |
| 45  | Просечан број деце                                                                               | 2.15     |
| 46  | Становништво рођено у ентитету                                                                   | 22566    |
| 47  | Мушко становништво рођено у ентитету                                                             | 10783    |
| 48  | Женско становништво рођено у ентитету                                                            | 11783    |
| 49  | Становништво рођено у другом ентитету                                                            | 2943     |
| 50  | Мушко становништво рођено у другом ентитету                                                      | 1426     |
| 51  | Женско становништво рођено у другом ентитету                                                     | 1517     |
| 52  | Становништво од 5 година и више резидентно у ентитету у јуну 2005. године                        | 22076    |
| 53  | Мушко становништво старосног доба од 5 година и више, резидентно у ентитету у јуну 2005. године  | 10474    |
| 54  | Женско становништво старосног доба од 5 и више година, резидентно у ентитету у јуну 2005. године | 11602    |
| 55  | Становништво од 5 година и више које је живело у другом ентитету у јуну 2005. године             | 1289     |
| 56  | Мушко становништво старије од 5 година које је живело у другом ентитету у јуну 2005. године      | 640      |
| 57  | Женско становништво старије од 5 година које је живело у другом ентитету у јуну 2005. године     | 649      |
| 58  | Становништво од 3 године и више које говори аутохтони језик                                      | 4947     |
| 59  | Мушко становништво старо 3 године и више које говори аутохтони језик                             | 2417     |
| 60  | Женско становништво старо 3 године и више које говори аутохтони језик                            | 2530     |
| 61  | Становништво од 3 године и више које говори аутохтони језик и не говори шпански језик            | 12       |
| 62  | Мушко становништво старо 3 године и више које говори аутохтони језик и не говори шпански         | 2        |
| 63  | Женско становништво старо 3 године и више које говори аутохтони језик и не говори шпански језик  | 10       |
| 64  | Становништво старо 3 године и више које говори аутохтони језик и шпански                         | 4687     |
| 65  | Мушко становништво старо 3 године и више које говори аутохтони језик и шпански                   | 2303     |
| 66  | Женско становништво старо 3 године и више које говори аутохтони језик и шпански                  | 2384     |
| 67  | Становништво од 5 година и више које говори аутохтони језик                                      | 4945     |
| 68  | Становништво од 5 година и више које говори аутохтони језик и не говори шпански језик            | 12       |
| 69  | Становништво од 5 година и више које говори аутохтони језик и говори шпански језик               | 4686     |
| 70  | Становништво у домородачким домаћинствима                                                        | 11078    |
| 71  | Становништво са ограничењима у активностима                                                      | 1182     |
| 72  | Становништво са ограниченим ходањем или кретањем, горе или доле                                  | 673      |
| 73  | Становници са ограничењима вида, чак и уз кориштење сочива                                       | 407      |
| 74  | Становништво са ограничењима говора, комуникације или конверзације                               | 66       |
| 75  | Становништво са ограниченим слухом                                                               | 107      |
| 76  | Становништво са ограничењима при одевању, купању или јелу                                        | 41       |
| 77  | Становништво са ограничењима у опажању или учењу једноставних ствари                             | 21       |
| 78  | Становништво са менталним ограничењима                                                           | 80       |
| 79  | Становништво без ограничења активности                                                           | 24256    |
| 80  | Становништво од 3 до 5 година које не похађа школу                                               | 291      |
| 81  | Мушко становништво од 3 до 5 година које не похађа школу                                         | 132      |
| 82  | Женско становништво од 3 до 5 година које не похађа школу                                        | 159      |
| 83  | Становништво од 6 до 11 година које не похађа школу                                              | 47       |
| 84  | Мушко становништво од 6 до 11 година које не похађа школу                                        | 25       |
| 85  | Женско становништво од 6 до 11 година које не похађа школу                                       | 22       |
| 86  | Становништво од 12 до 14 година које не похађа школу                                             | 58       |
| 87  | Мушко становништво од 12 до 14 година које не похађа школу                                       | 27       |
| 88  | Женско становништво од 12 до 14 година које не похађа школу                                      | 31       |
| 89  | Становништво од 15 до 17 година похађа школу                                                     | 1244     |
| 90  | Мушко становништво од 15 до 17 година похађа школу                                               | 612      |
| 91  | Женско становништво између 15 и 17 година живота у школи                                         | 632      |
| 92  | Становништво од 18 до 24 године похађа школу                                                     | 1129     |
| 93  | Мушко становништво од 18 до 24 године похађа школу                                               | 562      |
| 94  | Женско становништво од 18 до 24 године похађа школу                                              | 567      |
| 95  | Становништво од 8 до 14 година које не може да чита и пише                                       | 79       |
| 96  | Мушко становништво старосног доба од 8 до 14 година које не може да чита и пише                  | 44       |
| 97  | Женско становништво старосног доби од 8 до 14 година које не може да чита и пише                 | 35       |
| 98  | Становништво од 15 година и више које је неписмено                                               | 1800     |
| 99  | Мушко становништво од 15 година и више које је неписмено                                         | 544      |
| 100 | Женско становништво од 15 година и више које је неписмено                                        | 1256     |
| 101 | Становништво старо 15 и више година без школовања                                                | 1944     |
| 102 | Мушко становништво старо 15 и више година без школовања                                          | 614      |
| 103 | Женско становништво старо 15 и више година без школовања                                         | 1330     |
| 104 | Становништво старосног доба 15 и више година са непотпуним основним образовањем                  | 2243     |
| 105 | Мушко становништво старосног доба од 15 година и више са непотпуном основним образовањем         | 911      |
| 106 | Женско становништво старосног доба 15 и више година са непотпуном основним образовањем           | 1332     |
| 107 | Становништво старо 15 и више година са комплетним основним образовањем                           | 2758     |
| 108 | Мушко становништво старо 15 година и више са комплетним основним образовањем                     | 1217     |
| 109 | Женско становништво старо 15 и више година са комплетним основним образовањем                    | 1541     |
| 110 | Становништво старосног доба 15 и више година са непотпуним средњим образовањем                   | 710      |
| 111 | Мушко становништво старосног доба од 15 година и више са непотпуним средњим образовањем          | 380      |
| 112 | Женско становништво старосног доба од 15 година и више са непотпуним средњим образовањем         | 330      |
| 113 | Становништво старо 15 и више година са пуним секундарном образовањем                             | 3852     |
| 114 | Мушко становништво старосног доба од 15 година и више са пуним секундарном образовањем           | 2018     |
| 115 | Женско становништво старосног доба од 15 година и више са пуним секундарном образовањем          | 1834     |
| 116 | Становништво старије од 18 година са постосновним образовањем                                    | 6557     |
| 117 | Мушко становништво старије од 18 година са постосновним образовањем                              | 3291     |
| 118 | Женско становништво старије од 18 година са постосновним образовањем                             | 3266     |
| 119 | Просечна оцена школовања                                                                         | 8.53     |
| 120 | Просечан ниво образовања мушке популације                                                        | 9.07     |
| 121 | Просечан ниво образовања женског становништва                                                    | 8.05     |
| 122 | Економски активно становништво                                                                   | 9463     |
| 123 | Економски активна мушка популација                                                               | 6420     |
| 124 | Економски активна женска популација                                                              | 3043     |
| 125 | Становништво које није економски активно                                                         | 10725    |
| 126 | Мушко становништво које није економски активно                                                   | 3021     |
| 127 | Женско становништво које није економски активно                                                  | 7704     |
| 128 | Запослено становништво                                                                           | 9204     |
| 129 | Запослено мушко становништво                                                                     | 6230     |
| 130 | Запослено женско становништво                                                                    | 2974     |
| 131 | Незапослена популација                                                                           | 259      |
| 132 | Незапослена мушка популација                                                                     | 190      |
| 133 | Незапослена женска популација                                                                    | 69       |
| 134 | Становништво без права на здравствене услуге                                                     | 7141     |
| 135 | Становништво које има право на здравствене услуге                                                | 18437    |
| 136 | Становништво које има право на ИМСС                                                              | 4534     |
| 137 | Становништво које има право на социјално осигурање                                               | 3802     |
| 138 | Становништво које има право на државно социјално осигурање                                       | 161      |
| 139 | Становништво које има право на опште осигурање или здравствено осигурање за нову генерацију      | 6055     |
| 140 | Становништво које је било једном или није било у браку током 12 година и више                    | 6722     |
| 141 | Венчано или уједињено становништво од 12 година и више                                           | 11335    |
| 142 | Становништво које је било у браку или уједињено 12 година и више                                 | 2224     |
| 143 | Становништво са католичком религијом                                                             | 19987    |
| 144 | Протестанти, еванђелисти и библијски следбеници различити од еванђелиста                         | 3264     |
| 145 | Становништво са другим религијама различитим од претходних                                       | 70       |
| 146 | Становништво без религије                                                                        | 1920     |
| 147 | Укупно пописаних домаћинства                                                                     | 7042     |
| 148 | Пописна домаћинства на челу са мушкарцима                                                        | 5073     |
| 149 | Пописна домаћинства на челу са женама                                                            | 1969     |
| 150 | Становништво у пописним домаћинствима                                                            | 25488    |
| 151 | Становништво у пописним домаћинствима на челу са мушкарцима                                      | 19207    |
| 152 | Становништво у пописним домаћинствима на челу са женама                                          | 6281     |
| 153 | Укупно домаћинстава                                                                              | 8697     |
| 154 | Укупно насељених домаћинстава                                                                    | 7315     |
| 155 | Укупно приватних кућа                                                                            | 8424     |
| 156 | Насељени приватни домови                                                                         | 7042     |
| 157 | Укупно насељених приватних кућа                                                                  | 7312     |
| 158 | Ненасељене приватне куће                                                                         | 883      |
| 159 | Појединачна домаћинства за привремену употребу                                                   | 499      |
| 160 | Становници у насељеним приватним кућама                                                          | 25488    |
| 161 | Насељеност станара у приватним становима                                                         | 3.62     |
| 162 | Просечно становника по соби у приватним насељеним домаћинствима                                  | 1.14     |
| 163 | Појединачна домаћинства са подовима од различитих материјала од земље                            | 6443     |
| 164 | Појединачна домаћинства у приземљу                                                               | 468      |
| 165 | Појединачна домаћинства са једном спаваћом собом                                                 | 3043     |
| 166 | Појединачна домаћинства са две спаваће собе и више                                               | 3971     |
| 167 | Појединачна домаћинства са једним собом                                                          | 1032     |
| 168 | Појединачна домаћинства са две собе                                                              | 1579     |
| 169 | Појединачна домаћинства са 3 собе и више                                                         | 4397     |
| 170 | Појединачна домаћинства која имају електрично светло                                             | 6855     |
| 171 | Појединачна домаћинства која немају електрично светло                                            | 162      |
| 172 | Појединачна домаћинства која имају водоводну воду у стамбеном простору                           | 6509     |
| 173 | Појединачна домаћинства која немају водоводну воду у стамбеном простору                          | 495      |
| 174 | Појединачна домаћинства која имају тоалет                                                        | 6821     |
| 175 | Појединачна домаћинства која имају канализацију                                                  | 6727     |
| 176 | Појединачна домаћинства која немају канализацију                                                 | 258      |
| 177 | Појединачна домаћинства која имају електрично светло, довод воде из јавне мреже и канализацију   | 6285     |
| 178 | Појединачна домаћинства без икаквих услова                                                       | 199      |
| 179 | Појединачна домаћинства која имају радио                                                         | 5559     |
| 180 | Појединачна домаћинства која имају телевизор                                                     | 6497     |
| 181 | Појединачна домаћинства која имају фрижидер                                                      | 6007     |
| 182 | Појединачна домаћинства која имају машину за веш                                                 | 4247     |
| 183 | Појединачна домаћинства која имају аутомобил или комби                                           | 1918     |
| 184 | Појединачна домаћинства која имају рачунар                                                       | 1679     |
| 185 | Појединачна домаћинства која имају фиксну телефонску линију                                      | 1824     |
| 186 | Појединачна домаћинства која имају мобилни телефон                                               | 4850     |
| 187 | Појединачна домаћинства која имају приступ интернету                                             | 825      |